# Géographie de la Lettonie
La Lettonie est située sur les côtes de la mer Baltique. Elle est bordée au sud par la Lituanie (453 km), au sud-est par la Biélorussie (141 km), à l'est par la Russie (217 km) et au nord par l'Estonie (331 km) soit un total de 1 150 km de frontières. Elle fait partie des pays baltes.
La Lettonie s'étend du 55°04'N dans le Valmieras rajons au 55°37'N près de Daugavpils et du 20°57'E à côté de Liepaja à 28°15'E dans le Ludzas rajons
La capitale est Riga (753 000 hab.) ; les autres principales villes sont Lielpilseta, Daugavpils (112 000 hab.), Liepaja (84 000 hab), Jelgava, Jurmala, Ventspils, Rezekne.

## Régions historiques
Elle est divisée en quatre grandes régions géographiques et historiques :
- La Sémigalie, qui couvre la grande partie sud, elle est essentiellement agricole de par son passé d'une part mais également grâce à la fertilité de ses terres.
- Le Kurzeme (Kurland ou Courlande), qui couvre la partie ouest, est une région côtière dont les deux principales villes sont d'anciens ports de pêche. Le front de mer est plat avec cependant quelques collines dans l'arrière-pays.
- Le Latgale, qui couvre la partie sud-est ; les terres argileuses de cette partie du pays ne permettent que peu l'agriculture. L'économie n'est malheureusement pas très florissante. L'autre particularité de cette région est la forte proportion de catholiques.
- Le Vidzeme, au nord-est, la partie la plus montagneuse : l'agriculture s'oriente principalement vers l'élevage mais le secteur qui semble percer est bien le tourisme.

Outre les régions précitées, la Lettonie est subdivisée en Rajons (cantons).
Ces entités sont elles-mêmes divisées en pilsetas (villes), pagasts (communes) ou novads (communautés de communes). Le territoire compte par ailleurs sept villes au statut spécial ; il s'agit des lielpilsetas. Chaque subdivision a une sphère d'influence sur les différents aspects du service public et perçoit une partie des impôts sur le revenu payés par les personnes ayant été enregistrées dans la subdivision.
D'une superficie de 64 589 km2, la Lettonie dispose d'une superficie comparable à celle du Danemark, de l'Estonie, des Pays-Bas ou de la Suisse.

## Formation
L'aspect physique de la Lettonie comme des pays voisins est dû en grande partie à la période de glaciation du Pléistocène qui eut lieu durant le Quaternaire. Elle a donné, par le mouvement des glaciers, le paysage légèrement vallonné d'aujourd'hui et qui couvre 75 % du pays.

## Paysage
La Lettonie est un pays de faible altitude : 98 % du territoire se trouve à moins de 200 mètres.
L'Est du pays est plus collineux que l'Ouest.
Le point culminant du pays, le Gaiziņkalns, s'élève à 312 mètres, dans les Collines de Vidzeme, la principale chaîne de collines du pays avec les Collines d'Alūksne et les Collines de Latgale.
Les forêts couvrent 52 % du territoire. Les espèces dominantes d'arbres sont l'épicéa commun et le pin sylvestre qui représentent les deux tiers de la couverture forestière. Grâce à un étage bas préservé, les baies y sont nombreuses ainsi que les champignons, c'est pourquoi la cueillette est un passe-temps très prisé de la population. Cependant, cette forêt a souffert de violentes tempêtes durant les années 1960 et des arbres multi centenaires ont été déracinés.
Les terres arables représentent 27 % du territoire total et sont principalement situées dans la région du Zemgale ; 13 % du pays est composé de pâtures, et 10 % de marais.

## Climat
Son climat est continental malgré une forte influence maritime de la mer Baltique qui en borde la partie Ouest. La saison estivale est courte avec des intersaisons aussi très réduites; l'hiver dure donc près de 5 mois. Riga connaît des températures de −10 °C à −4 °C en janvier pour des températures allant de 11 °C à 22 °C au mois de juillet. La partie côtière est cependant plus tempérée et plus humide (6,6 °C de température moyenne et 701 mm de précipitations à Liepaja) que les régions proches de la Russie ou de la Biélorussie (5,5 °C et 633 mm à Daugavpils).
Le climat de Riga est continental humide sans saison sèche.

## Hydrographie

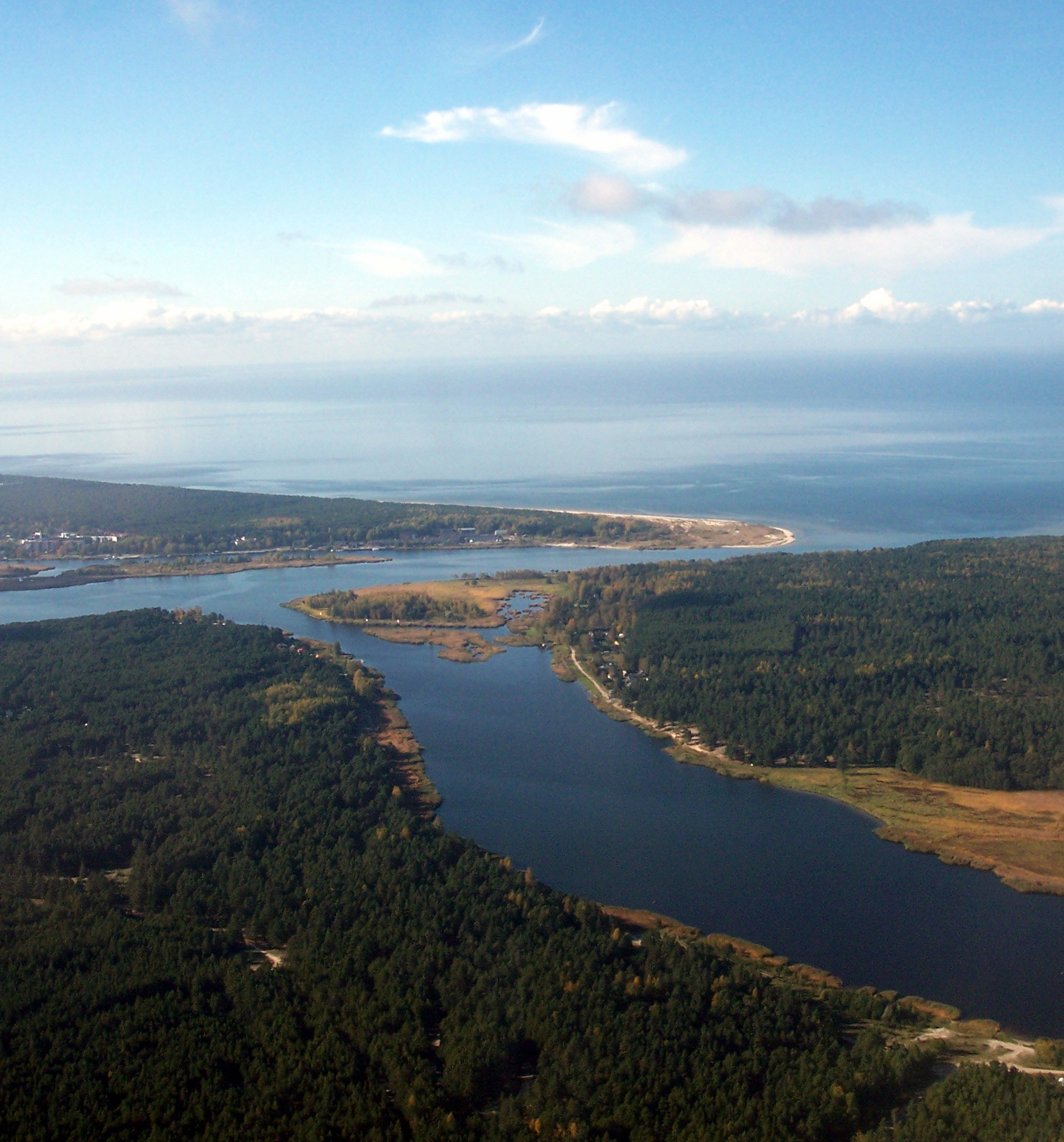
Embouchure de la Lielupe dans le golfe de Riga. Un bras, le Buļļupe, part vers l'ouest en direction de la Daugava.

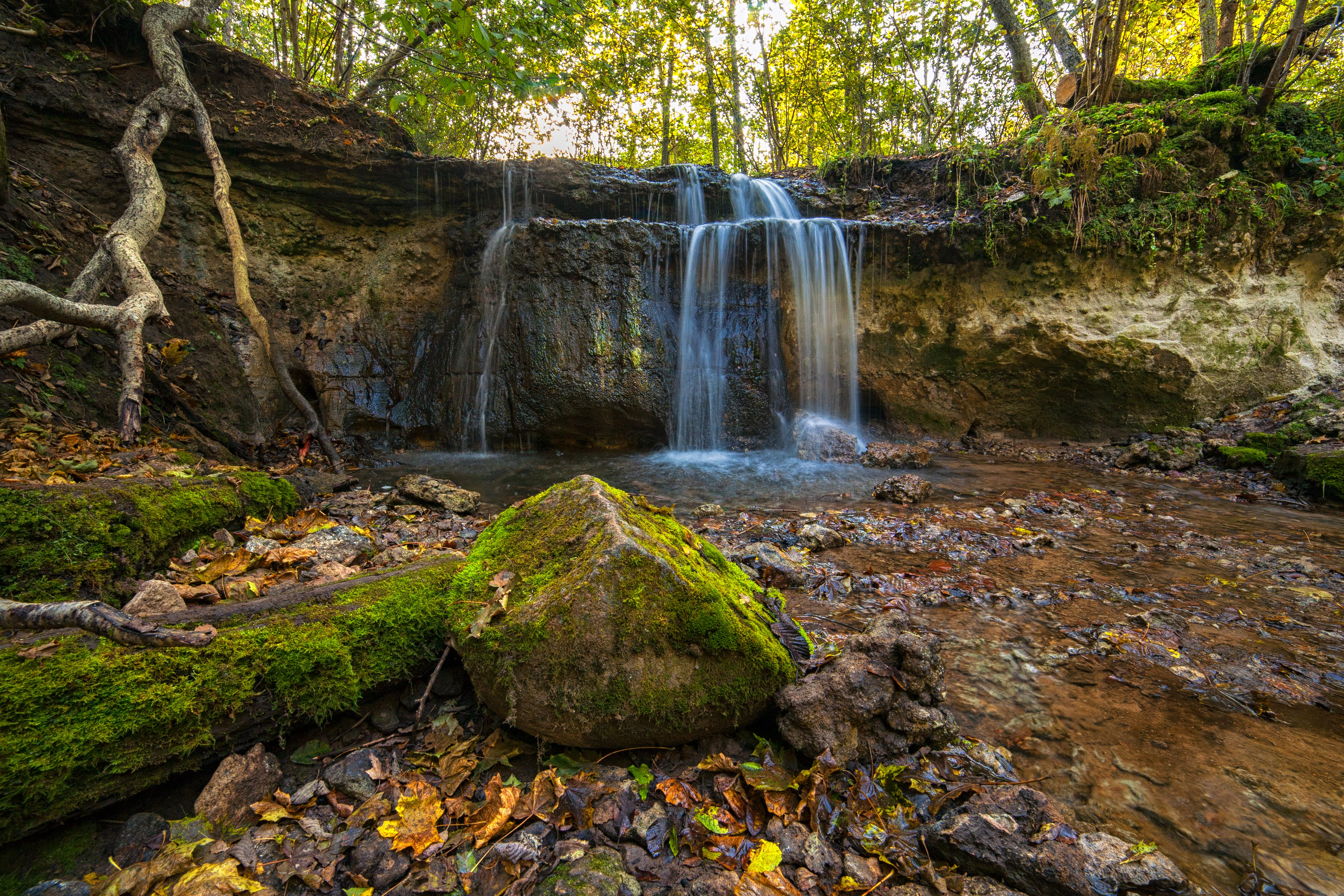
Petite chute d'eau sur la rivière Dauda en Lettonie. Mai 2018.

Le pays compte plus de 12 000 fleuves et rivières, mais seulement 17 d'entre eux font plus de 100 km. Les principaux sont la Daugava, la Lielupe et la Gauja. Le régime des cours d'eau est nival et pluvial dans l'ensemble et plus de 60 % de l'eau qui s'écoule en Lettonie vient des pays frontaliers au sud. De plus, le territoire est couvert de lacs (la rumeur veut qu'il y en ait plus de 3000), la plupart minuscules et eutrophiques.
La plus grande partie du réseau est ouverte à la pêche hiver comme été mais les populations animales restent stables.

## Côtes
La Lettonie compte 531 km de côtes sableuses et ses ports, en particulier Liepaja et Ventspils, connaissent un trafic important car, à la différence des ports russes ou estoniens, ils sont pratiquement toujours libres de glace. Le golfe de Riga, peu profond et partiellement isolé du reste de la Baltique par les îles estoniennes Saaremaa et Hiiumaa, est particulièrement pollué. Cependant, certaines usines ont été fermées dans la région, et certaines communes du golfe de Riga ont obtenu le Pavillon Bleu d'Europe.
Les côtes, à l'exception de Jurmala, étant des territoires frontières durant l'époque soviétique, les maisons ont été toutes rasées. Cela permit de limiter la pression humaine sur les dunes qui sont redevenues plus ou moins sauvages. Cependant, les années qui suivirent l'indépendance ont vu s'accentuer la construction illégale en vue d'un profit rapide sans aucune réaction du gouvernement. Si ce dernier n'intervient pas rapidement, la côte sauvage que présente la Lettonie pourrait très vite se détériorer.
Les eaux territoriales sont assez riches en poisson et permettent de générer certains revenus à l'exportation. Elles s'étendent sur 12 miles (soit 22 km) et la Zone économique exclusive ou ZEE sur 200 miles (soit 367 km).

## Environnement

### Flore et faune
La Lettonie abrite 18 047 espèces animales, 5 396 espèces de plantes et 4 000 espèces de champignons. 907 espèces (environ 3,3 % de la totalité) sont répertoriées comme rares  et en danger de disparition.

#### Faune
La faune est très variée et la population animale particulièrement nombreuse. La Lettonie fait partie des pays qui comptent encore des spécimens de lynx d'Eurasie à l'état sauvage. Certaines forêts abritent des loups mais principalement des sangliers, différents cervidés, des élans et des renards roux parmi d'autres espèces animales.
Le territoire compte également un grand nombre de cigognes noires et cigognes blanches, des castors (animal autrefois très présent, qui a donné son nom à la rue principale de Riga (Beverstasse), avant qu'elle ne soit renommée en 1929) des aigles pomarins ainsi que des loutres.
Cette richesse est cependant issue d'un fragile équilibre que la pression humaine tend à bouleverser. D'une part, à cause de la réduction de l'espace sauvage au profit de l'agriculture et d'autre part, à cause de la chasse du loup ou du castor à caractère purement récréatif ou fondée sur la peur.

### Conservation de la nature

#### Histoire
Les premières lois pour la conservation de la nature remontent aux XVIe et XVIIe siècles. Au XIXe siècle plusieurs projets furent entrepris pour consolider les dunes le long de la mer Baltique et le golfe de Riga. Au début du XXe siècle, des zones enforestées possédant des traits culturels, historiques ou / et naturels ont été protégées. La première réserve naturelle a été établie en 1912 à Moricsala (une île du lac Usmas, à environ 50 km à l'ouest de Riga).

#### De nos jours
En Lettonie la protection des espèces et des habitats est définie par la Loi sur la Protection des Espèces et des Habitats, ratifiée par le Parlement le 16 mars 2000. En accord avec cette loi, une liste des espèces spécialement protégées et de leurs habitats, a été établie. Les espèces traditionnellement protégées en Lettonie, ainsi que les espèces protégées et habitats définis par les directives européennes sur les oiseaux et les biotopes, ont été inclus dans la liste. 723 espèces de plantes et d'animaux, et 93 biotopes, ont été listés comme espèces et habitats spécialement protégés. Ces listes ont été adoptées par le Cabinet des Ministres.
Des territoires naturels spécialement protégés ont été établis, incluant le réseau des territoires Natura 2000 et les microréserves. La procédure d'établissement microréserves et les exigences de protection sont définies par les régulations du Cabinet des Ministres “Regulations of Establishment, Protection and Management of Microreserves” (Nr. 45/2001). Ces mesures sont complétées par une procédure d'évaluation constante des activités humaines pouvant amener la destruction des espèces litées et de leurs habitats.
Des Plans de Protection des espèces ou des habitats ont été mis en place pour certaines espèces en particulier. Ces plans contiennent  des informations sur la distribution de ces espèces, les zones significatives pour la protection de leurs habitats, le nombre d'individus et les tendances des populations, les facteurs d'altération, et les mesures à prendre pour améliorer les conditions de ces espèces.
En 2010, 13 Plans de Protection d'espèces avaient été adoptés en Lettonie. Les espèces concernées sont :
- Moule d'eau douce Unio crassus, plan no 186 (19.06.2010) ;
- Moule perlière d'eau douce Margaritifera margaritifera, plan no 363 (10.11.2004) ;
- Sangsue médicinale Hirudo medicinalis, plan no 394 (21.11.2008) ;
- Crapaud calamite Bufo calamita, plan no 212 (02.07.2008) ;
- Crapaud sonneur à ventre de feu Bombina bombina, plan no 12 (10.01.2007) ;
- Tortue des marais Emys orbicularis, plan no 45 (18.02.2008) ;
- Ours brun Ursus arctos, plan no 277 (25.11.2003) ;
- Loup gris Canis lupus, plan no 394 (21.11.2008) ;
- Lynx d’Eurasie Lynx lynx, plan no 683 (13.11.2007) ;
- Cigogne noire Ciconia nigra, plan no 140 (14.04.2005) ;
- Grand tétras Tetrao urogallus, plan no 2 (04.01.2005) ;
- Tétras lyre Tetrao tetrix, plan no 75 (03.03.2004) ;
- Scarabée pique-prune Osmoderma eremita, plan no 428 (28.12.2005)[3].

L'agence de l'Environnement, de Géologie et de Météorologie maintient une banque de données sur les espèces de plantes protégées. Cette banque de données fournit des informations sur les locations géographiques et sur les aspects quantitatifs et qualitatifs, avec un historique et un suivi dans le temps (dont les inspections régulières sur le terrain). L'agence maintient aussi une banque de données sur les microréserves qui inclut des informations sur les locations des microréserves (région, municipalité, coordonnées géographiques, description des limites), ainsi que des informations sur les populations des espèces et l'état des biotopes concernés.
La Lettonie comprend au total 706 aires protégées, y compris 24 microréserves de statut Natura 2000 :
- 4 parcs nationaux - tous Natura 2000[4] :
  - Parc national de la Gauja (1973)
  - Parc national de Ķemeri (1997)
  - Parc national de Slītere (1999)
  - Parc national de Rāzna (2007)
- 1 réserve de biosphère - Natura 2000 : la réserve de biosphère de Vidzeme septentrionale.
- 42 parcs naturels - dont 37 Natura 2000
- 9 zones de paysages protégés - toutes Natura 2000
- 260 réserves naturelles - dont 237 Natura 2000
- 4 réserves naturelles strictes - toutes Natura 2000
- 355 monuments naturels - dont 9 Natura 2000
- 7 aires marines protégées[5].

Les territoires classés Natura 2000 couvrent 11 % du territoire national, avec des régimes de protection de niveaux variés allant de restrictions mineures sur les paysages à l'interdiction totale d'ingérence de quelque sorte dans les réserves naturelles.
Dans les forêts de Lettonie (soit 52 % du territoire letton), c'est le Service d’État des Forêts (State Forest Service, ou SFS) qui établit les microréserves. La procédure y est la suivante :
- Suggestion, conclusion d'expert(s), encartage des limites proposées - ce dossier est soumis au SFS ;
- Le SFS étudie la proposition et envoie des informations aux municipalités et aux propriétaires concernés ;
- Le SFS prend une décision d'acceptation ou de rejet de la proposition.
- Noter que l'accord du propriétaire n'est pas nécessaire[1].

La désignation des microréserves est déterminée par la Loi sur la Protection des Espèces et Habitats, la Loi sur les Forêts, et autres régulations subordonnées. Les plus significatives d'entre celles-ci sont les Régulations de Cabinet no 45 du 2 février 2001 (règles concernant l'établissement, la protection et la gestion des microréserves), et les Régulations de Cabinet no 241 du 5 décembre 2000 (règles concernant la liste des types de biotope spécialement protégés). Parce que les microréserves sont établies pour la protection d'espèces particulièrement rares, l'information sur ces microréserves et les espèces qu'elles abritent est conservée dans les banques de données de l'Agence de l'environnement lettonne et n'est accessible qu'aux utilisateurs enregistrés. Toute information sur ces espèces et habitats ne peut être diffusée qu'avec la permission expresse de l'Agence de l'environnement lettonne.

#### Réseau européen Natura 2000
Le réseau Natura 2000 rassemble des sites naturels ou semi-naturels de l'Union européenne ayant une grande valeur patrimoniale, par la faune et la flore exceptionnelles qu'ils contiennent.
En décembre 2018, la Lettonie comptait 333 sites dont :
- 98 zones de protection spéciale (ZPS) pour les oiseaux sur une superficie de 10 890 km2 ;
- 329 zones spéciales de conservation (ZSC) (dont les pSIC, SIC) pour les habitats et les espèces sur une superficie de 10 085 km2.

La superficie totale est de 11 834 km2, ce qui représente 11,5 % de la surface terrestre et marine du territoire de la Lettonie.

##### Cartographie des sites Natura 2000 de la Lettonie
- [image] Carte des sites Natura 2000 (SIC, ZSC + ZPS) de la Lettonie, décembre 2017 (haute définition), Source

### Ressources naturelles
La Lettonie ne dispose pas énormément de ressources naturelles excepté le bois, quelques carrières (de calcaire, de gypse, d'argile ou de dolomite) et des tourbières. Le pays s'enorgueillit par ailleurs d'être celui de l'ambre et il n'est pas rare d'en trouver sur les plages ; cette ressource est très demandée dans la joaillerie.